# Богородичина црква-базилика у Монтреалу
Богородичина црква-базилика у Монтреалу, Базилика Нотр-Дам у Монтреалу (фр. La Basilique Notre-Dame de Montréal) друга по величини у овом граду, један је од највреднијих објеката верског наслеђа из Средњег века у покрајини Квебек, Канада. Црква је посвећена Пресветој Богородици а настала је на основама језуитске капеле, након доласка на простор Вил Мари (прве европске насеобине у Монтреалу, данас једне од општина Монтреала), свештеника из реда Сулпицијанаца, који су 1657. започели изградњу прве, веће жупне цркве, између 1672. и 1683. године. У наредним вековима, због све већих потреба верника, настала је нова садашња црква, која је свечано отворена 1829. године. Црква је доживела многе фазе изградње, у којима је дограђивана и богато украшавана. Првобитна црква је једним делом срушена 1830. а другим делом (звоник) 1843. године, након окончања изградње два звоника на новој цркви.

## Статус
Почасни назив „мања базилика” или „папинска базилика” (лат. basilica minor) црква је добила 1982. године од старне папе Јована Павла Другог током његове посете Монтреалу 21. априла 1982. године. Овим називом, и грбом папе на прочељу, истакнут је на посебан начин веза Богородичине цркве са папом.
Од стране федералне владе; Римокатоличка Богородична црква-базилика у стилу неоготике проглашена је за Националну и историјску знаменитост Канаде, и уведена у регистар 25. августа 2009. године.

## Историјат

### Услови који су претходили настанку цркве
На простору Монтреала где се данас налази Богородична црква живели су Ирокези, када је до њих 1535. године стигао француски истраживач Жак Картје. Прва европска насеобина на месту данашњег Монтреала подигнута је више од сто година касније, 1642. од стране Француских досељеника који су је назвали Вил Мари де Монреал. Потом је уследила брза колонизација простора и експанзија становништва као последица трговине крзном. Британске снаге су заузеле Вил Мари 1760. који је 1763, са осталим деловима Нове Француске, постао део Британске Северне Америке. 

### Прва или стара Богородична црква
Према расположивим историјским подацима и материјалним доказима (прикупљеним након археолошких истражива из 2001. године), прва Богородичина црква изграђена је у централном делу улице Нотр Дам у тадашем утврђењу Вил Мари, преко пута данашње цркве. Црква је настала великим залагањем католичке заједнице и очева из реда Сулпицијанаца, и по нацрту свештеника Франсоа Долијеа од Касона. Изградња прве жупне цркве, тада јединог верског објекат у Вил Мари де Монреал, трајала је дужи временски период, и прошла је кроз бројне трансформација, од 1672. до 1683. године. 
У свом изворном облику, црква је била једнобродна грађевина са две капеле на бочним странама. Упркос релативно ниском ранга, ова жупна црква служила је и као катедрала за непрестано растући град, више од једног века. Године 1720. задатак да увећа простор и осмисли прочеље цркве добио је фр. Chaussegros de Léry, тако да је по његовим нацртима између 1723. и 1725. године дозидан највећи део цркве, са једном звонаром (јер није било довољно средстава за првобитно замишљене две звонаре). Следили су нови радови. Године 1734. црква је проширена са обе стране наоса, а 1739. са севере и јужне стране наоса дограђен је трансепт. Овим екстензијама, цркве је постала истоватна са другим црквама са трансептом (који у црквеном градитељству представља попречни брод положен усправно на уздужне бродове тако да раздваја светилиште од остатка цркве и даје основи облик латинског крста). По нацртима архитекте Франсоа Бележеа, од 1785. до 1795. године, урађена је фрескодекорација наоса а затим и декорација фасаде и свода 1818.
Како бројни додаци на цркви нису били довољни за све бројнију верску заједницу на почетку 19. века, многи верници у току богослужења боравили су на тргу испред базилике и на улици, и зато су око цркве били изграђени иконостаси. На крају свог постојања, или пре рушења 1830. године црква је имала 220 клупа и 74 столице.
- Положај цркве на плану из 1672. године
- Макета Монтреала са Богородичном црквом из 17.

Рушење старе цркве почело је у мају 1830. само годину дана након свечаног отварања нове цркве 7. јуна 1829. Њена камена фасаде је након демонтирања транспортована до манастира Риколе, и уграђен у његову фасаду све до рушења 1867. године. До окончања изградње две куле-звонаре на новој Богородичиној цркци, звоник старе цркве служио је својој намени све до 1843. године када је црква коначно срушена.
- Стара и нова Богородична црква 1830.
- Манастир Риколе у који је уграђен камен са старе цркве

### Нова (садашња) Богородична црква-базилика
Након 1800-е, стара црква постала је сувише мала да прими све већи број верника, па је жупски савет одлучио да се изгради, већа, данашња Богородична црква у улици Нотр Дам на броју 110. За дизајнера нове цркве, црквени савет Монтреала ангажовао је архитекту из Њујорка Џејмса О'Донела - протестанта ирског порекла. О'Донел се у свом пројекту определио за неоготски стил доста примењиван за изградњу сакралних објекта у Енглеској и Сједињеним Америчким Државама у 19. веку. Главни грађевински радови изведени су између 1824. и 1829. године. 
О'Донел није доживео да види коначан изглед свог дела. Умро је у Монтреалу пре завршетка цркве 1830. године. Његови савременици тврде да га је рад на цркви толико „опчинио” се да је непосредно пред смрт, прешао у католицизам. У знак признања сахрањен је у једној од крипти нове цркве, која је обележена пригодном надгробном плочом.
Када су на новој цркви завршене „куле близнакиње”, чију градњу је спровео архитекта Жан Остел, западна кула која је завршена током 1841. - названа је „истрајност” (La Persévérance). У њој је окачено велико звоно тешко 11 тона, које је добило назив „Жан-Батист”. Источна кула, која је завршена током 1843. - названа је „умереност” (La Tempérance), и у њој је окачена колекција од 10 звона за свирање мелодија.
Након што је 1872 , катедрала у грађевинском смислу коначно завршена, она је наредних педесетак година била највећи верских објеката у Северној Америци.
За разлику од грашењвинских радова уређење унутрашњости цркве трајало је пуних четрдесет година од 1829. до 1879. због изузетне монументалности катедрала која је значајно компликовала посао дуборезаца, клесара, вајара и сликара.

### Богородичина капела Сакр кер
Због изградње капеле, која по првобитном пројекту није била планирана, грађевински радови су настављени и после завршетка Богородичине цркве 1879. и трајали су наредних десет година, и окончани су у лето 1889. године. Капела је изграђена и фрескодекорисана у стилу неоготике са бројним скулпторалним мотивима. Свечано је отворена и освећена 8. децембра 1891. године.
Богородичина капела Светог срца или капела Госпе од Сакр кера (фр. La chapelle Notre-Dame du Sacré-Cœur) била је намењена за састанаке конгрегације, пријем мањег броја верника током одређених верских церемонија, као што су склапања брака и сахране. 
Капела је знатно оштећена 7. децембра 1978. у намерно подметнутом пожару. Након несрећног догађаја, унутрашњост капеле је рестаурирана, али са значајним променама у ентеријеру и фрескодекорацији.
- Изглед капеле која је у наставку Богородичине цркве
- Унутрашњост капеле након реновирања

Наиме црквени Савет је, на предлог архитеката, одлучио да на капели обнови прва два нивоа. Посо су извели столара, вајара и друге занатлија осопособљених за рад у складу са старим обичајима. Осим тога, кров капеле добио је модеран изглед који је омогућио продор природног осветљење у њену унутрашњост. Сви дрвени радови изведени су у липовом дрвету, а део олтара у савремено дизајнираним црквеним представама у бронзи. Обновљена капела свечано је отворена за вернике и туристе 1982. године.

### Крстионица Богородичине цркве
Крстионица или баптистеријум накнадно је дограђен око 1885. године на темељима старе Богородичине цркве. Он се на цркву ослања са њене предње десне стране. Одлука о изградњи крстионица донета је 1882. године. За супервизора и дизајнера пројекта одређен је архитекта Пјер-Луј Морен (фр. Pierre-Louis Morin), а планове је израдио Виктор Бурже (фр. Victor Bourgeau). Према различитим ауторим, изградња је завршена 1882. или 1883. или 1884. или чак 1887. године (према анонимном извору). 
Суседна просторија на крстионици, намењена за чување и проналажење записа, накнадно је изграђена између 1888. и 1890. године. 
Године 1926. свештеник Оливије Муро ангажовао је сликара Озиаса Ледука да допуни фрескодекорацију крстионице. Он је то учинио у периоду од 1927. до 1928. поштујући основна правила фрескодекорације која су владала у сакралном сликарству 1880-их. Витражи на прозорима су накнадно осликани 1930. године.
У 21. веку крстионице је задржала своју наменеу, мада се више користи као сакристија (ризница за црквене предмете и припремна соба за богослужбени обред) него као крстионица, док је суседна просторија више пута мењала функцију и данас служи за продају сувениру у модернизованом окружењу.

## Положај
Богородичина црква се налази у централном делу старог градског језгра Монтреала у општини Вил Мари, на раскрсници улица Saint-Sulpice и Нотр Дам, на броју 110 у делу улице Нотр Дам која прелази једним делом трга Place d'Armes. Улицу Нотрр Дам су осмислили и дали јој име, далеке 1672. године, Dollier de Casson, водећи свештеник Сулпицијана и Bénigne Basset, нотар и геометар, у знак почасти пресветој Богородици („Нотр Дам”), којој је и посвећена и Богородична црква. Улица Нотр Дам од њеног оснивања никада није мењала положај и назив све до данашњих дана. 
Улица Нотр Дам заједно са црквом чини источну границу трга Place d'Armes, и заједно са катедралом пружа упечатљиву слику о вишевековном историјском периоду развоја овог древног града. На овом, релативно малом тргу наспрам цркве, заступљени су сви периоди из прошлости Монтреала, почев од споменика оснивачима града преко седишта најстарије банке у Канади, до првих солитера у граду и знатно касније генерације нових савремених небодера.

## Архитектура и унутрашњост
Црква се истиче симетричношћу и уравнотеженошћу архитектонских елемената. Њена пространост, савршена уравнотеженост прочеља, лепота витража, и китњаста фасада чине је једном од „најпопуларнијих“ цркава у Канади. Катедрала је дуга 78 m, широка 46 m, а висока 60 метара. Основа цркве је збијена.
Кључни архитектонски и вајарски елементи који дају вредност овој Римокатоличке цркви укључују:
- Монументалност зграде - која је постигнута великим размерама, традиционалним пројектом са равном фасадом и две масивне куле близнакиње;
- Типично традиционални, класичним стил градње - који укључује симетричност фасаде, са потпорни луковима и стубовима распоређеним у више редова у виду каскада, уравнотеженост прочеља, ниски коси кров и општи праволинијски приступ;
- Једноставна унутрашња организација цркве - која се састоји од наоса и галерија
- Имопозантност фасаде - која се састоји од троструких лучних портика који превазују слепе аркаде квадратних кула близналиња;
- Примена неоготичких детаља на фасади - који укључују нише са скулптурама, осмоугаоне колонете на завршним угловима кула и лукове изнад прозора чија су стакла осликана витражима.

- Кључни архитектонски и вајарски елементи енетеријера цркве-базилике
- Бочна страна фасаде
- Куле близнакиње са прочељем и скулптурама
- Ниски коси кров базилике

## Значај и намена
Иако је католочка парохија знатно смањена, а црква више нема статус епархијске катедрале, она је постала место обежавања значајних догођаја, окупљања и већих комеморација у Монтреалу. У њој се и даље обављају сахране и венчања важних личности. Њене велике и мале оргуље и одлична акустика простора омогућава одржавање великих али и камерних концерата, који уместо славне архитектуре и блиставе уметничке лепоте, фаворизују најупечатљивије музичке перформансе, захваљујући изузетној акустици простора. У њој симфонијски оркестри, хорови и органисти мајсторски изводе изабрана музичка ремек дела. Простор катедрале може да прими 2.700, а њена капела до 200 посетилаца. 
Црква поседује и лако приступачну за особе са смањеном покретљивошћу, парохијску салу која може да прими до 150 гостију. Ова сала је веома свестрана и користи за изборе као канцеларија за гласање, сахране, мање пријеме, одржавање наставе из веронауке, итд. 
На крају, иако катедрала на прелазу у 21. век, све више постаје центар културног туризма, њен главни разлог постојања и даље је религиозна мисија.